# غويريين (أين)
غويريين (بالفرنسية: Guéreins)‏ هي بلدية فرنسية تقع في إقليم الأين في فرنسا. رمز إنسي لها هو:1183. أما الرمز البريدي لها فهو: 1090.